# Savanna Samson
Nem tévesztendő össze Savannah vagy Savannah Gold pornószínésznőkkel.
Savanna Samson (férjezett neve Natalie Oliveros) (Rochester,  New York, 1967. október 14. –) amerikai pornószínésznő, fotómodell.

## Élete, pályája
Savanna Samson (Savanah Samson) a New York állambeli Rochesterben született, Watertownban nőtt fel. Gyermekkorában balettet tanult. Hivatásos pályáját a New York-i Scores Gentlemens Clubban kezdte sztriptíztáncosként az 1990-es évek közepén. 2004-ben, 2005-ben és 2006-ban AVN Award díjat nyert. 2007-ben GayVN Award-ban részesült. Daniel Oliveros borkereskedőhöz ment férjhez, akit még a Scores Clubban ismert meg, férjétől egy fia született. Visszavonulása után Toszkánában saját bortermelésbe fogott.

## Válogatott filmográfia
| - M.I.L.F. (2007) (TV) (post-production) - Stood Up (2007) (V) - Any Way You Want Me (2007) (V) - Debbie Does Dallas… Again (2007) (V) - Savanna's Been Blackmaled (2007) (V) - Where the Boys Aren't 18 (2007) (V) - La Dolce Vita (2006) (V) …. Nicole Hunter - Flasher (2006) (V) - Savanna's Secret (2006) (V) | - Just Do Me! (2006) (V) - Switch (2006) (V) - Colors (2006/I) (V) - When Strangers Meet (2005) (V) - The Work Place (2005) (V) - Hot Blondes Rock My Cock (2005) (V) - The New Devil in Miss Jones (2005) (V) - Drive (2005) (V) - Freshness (2005) (V) |

## Külső hivatkozások

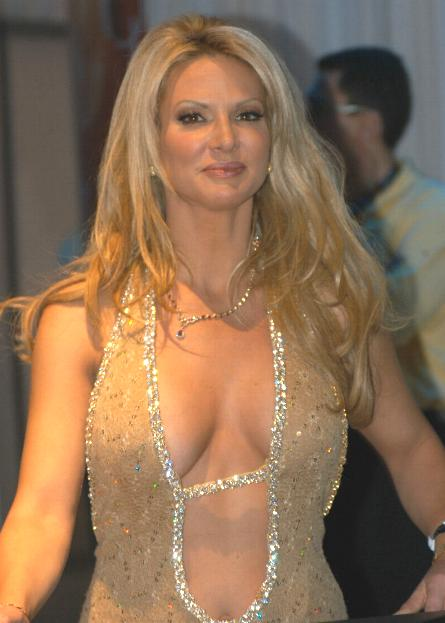
Savanna Samson (2009).

- Savanna Samson az Internet Movie Database-ben (angolul)
- Savanna Samson hivatalos weblapja